# Brett Emerton
Brett Emerton (Bankstown, 22 februari 1979) is een Australisch voormalig betaald voetballer die bij voorkeur op het middenveld speelde. In februari 1998 debuteerde hij in het Australisch voetbalelftal, waarvoor hij meer dan negentig interlands speelde.
Emerton begon zijn carrière als profvoetballer in Sydney bij UTS Olympic. Hij speelde daar 94 wedstrijden, waarin hij 16 keer scoorde. Emerton vertrok in 2000 naar Rotterdam, waar hij drie seizoenen als rechter verdediger en verdedigende middenvelder voor Feyenoord uitkwam. Hij speelde van 2000 tot 2003 92 wedstrijden en scoorde daarin 11 keer. In 2002 won hij met Feyenoord de UEFA-cup. In 2003 vertrok Emerton naar Blackburn Rovers in Engeland. In de 247 wedstrijden die hij daar speelde scoorde hij 13 keer. In augustus 2011 vertrok hij naar Sydney FC, waar hij een contract tot 2014 tekende. In januari 2014 beëindigde hij zijn loopbaan.
Emerton nam in 2000 met Australië deel aan de Olympische Spelen van Sydney. Hij was aanvoerder van de Olyroos. Emerton was een vaste waarde in de Australische selectie en hij nam deel aan het WK 2006 en het WK 2010. Hij behoorde tot de selectie voor de Azië Cup 2007, het eerste Aziatische toernooi waaraan Australië deelnam na de overstap van de OFC naar de AFC in januari 2007.
In 2002 werd Emerton verkozen tot Oceanisch Voetballer van het Jaar.

## Spelerstatistieken

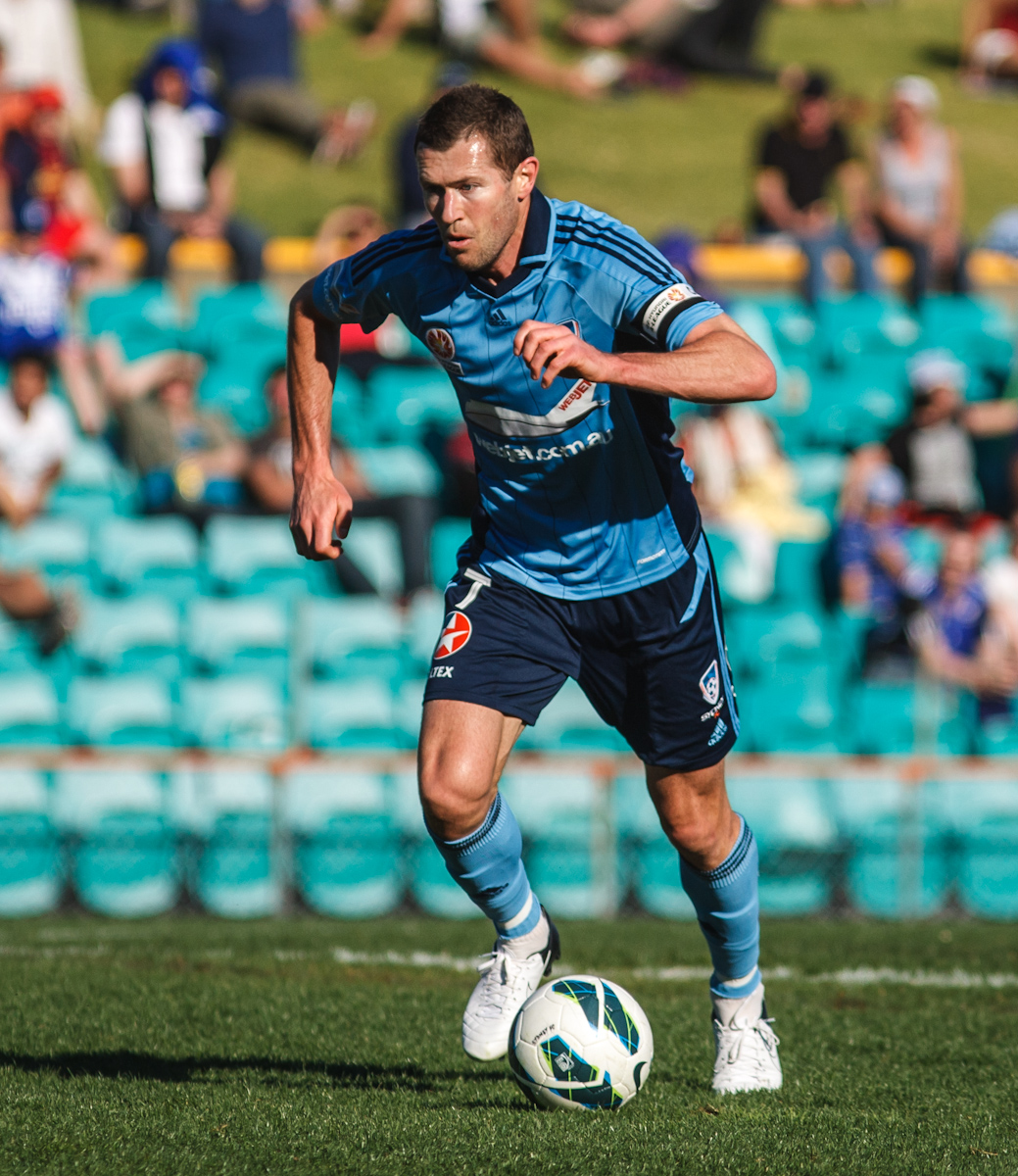
Emerton bij Sydney FC in 2012

| seizoen | club                | land               | competitie             | wed. | goals |
| ------- | ------------------- | ------------------ | ---------------------- | ---- | ----- |
| 1996/97 | UTS Olympic         | Vlag van Australië | National Soccer League | 18   | 2     |
| 1997/98 | UTS Olympic         | Vlag van Australië | National Soccer League | 24   | 3     |
| 1998/99 | UTS Olympic         | Vlag van Australië | National Soccer League | 21   | 2     |
| 1999/00 | UTS Olympic         | Vlag van Australië | National Soccer League | 31   | 9     |
| 2000/01 | Feyenoord           | Vlag van Nederland | Eredivisie             | 28   | 2     |
| 2001/02 | Feyenoord           | Vlag van Nederland | Eredivisie             | 31   | 6     |
| 2002/03 | Feyenoord           | Vlag van Nederland | Eredivisie             | 33   | 3     |
| 2003/04 | Blackburn Rovers FC | Vlag van Engeland  | Premier League         | 37   | 2     |
| 2004/05 | Blackburn Rovers FC | Vlag van Engeland  | Premier League         | 37   | 4     |
| 2005/06 | Blackburn Rovers FC | Vlag van Engeland  | Premier League         | 30   | 1     |
| 2006/07 | Blackburn Rovers FC | Vlag van Engeland  | Premier League         | 34   | 0     |
| 2007/08 | Blackburn Rovers FC | Vlag van Engeland  | Premier League         | 33   | 1     |
| 2008/09 | Blackburn Rovers FC | Vlag van Engeland  | Premier League         | 20   | 1     |
| 2009/10 | Blackburn Rovers FC | Vlag van Engeland  | Premier League         | 24   | 0     |
| 2010/11 | Blackburn Rovers FC | Vlag van Engeland  | Premier League         | 30   | 4     |
| 2011/12 | Blackburn Rovers FC | Vlag van Engeland  | Premier League         | 2    | 0     |
| 2011/12 | Sydney FC           | Vlag van Australië | A-League               | 26   | 4     |
| 2012/13 | Sydney FC           | Vlag van Australië | A-League               | 22   | 3     |
| 2013/14 | Sydney FC           | Vlag van Australië | A-League               | 9    | 0     |

## Erelijst
Als speler
 Feyenoord
- UEFA Cup: 2001/02

 Australië onder 17
- OFC Championship onder 17: 1995

 Australië onder 20
- OFC Championship onder 20: 1997

 Australië
- OFC Nations Cup: 2000, 2004

Individueel
- NSL Speler van het Jaar onder 21: 1997/98
- Oceanisch Voetballer van het Jaar: 2002
- A-League All Stars: 2013